# Steinmetz József
Steinmetz József (Brassó, 1925. november 30. – Tel-Aviv, 2001. december 6.) erdélyi magyar orvosi szakíró, egyetemi oktató.

## Életútja, munkássága
Szülővárosában végezte a középiskolát (1936–44), a marosvásárhelyi OGYI Közegészségügyi Karán szerzett orvosi oklevelet (1950). 1961-től az orvostudomány doktora. Az Marosvásárhelyi Orvosi és Gyógyszerészeti Egyetemen, a közegészségtani tanszéken gyakornok (1948), előadótanár (1963), tanszékvezető (1968–71), 1970-től doktorátusvezető. 1973-ban kitelepedett Izraelbe.
Tudományos tevékenysége a település-egészségtan, a közegészségtani vizsgálati eljárások, a felületi vizeket szennyező tényezők és az ivóvízellátás kérdéseire terjedt ki. Szaktanulmányokat az Orvosi Szemle, Hidrobiologia, Farmacia c. folyóiratokban közölt; ismeretterjesztő cikkei a Korunkban és az Új Életben jelentek meg.

## Egyetemi jegyzetei
- Közegészségtani gyakorlatok (Marosvásárhely, 1951);
- Közegészségtani vizsgáló eljárások. I–II. (Marosvásárhely, 1956);
- Általános és település-egészségtan (szerk. Horváth Miklós, társszerző Bedő Károly, Marosvásárhely, 1957; 2. kiadás, Marosvásárhely, 1960).
- Igiena generală și comunală c. egységes tankönyv (1962) munkatársa.

## Kötete
- Az alkalmazkodás határai. (Bukarest, 1976. Korunk Könyvek; a könyv a környezetszennyezés egészségre gyakorolt hatásaival foglalkozik.)